# Agrate Conturbia
Agrate Conturbia (Agrà e Contòrbia in piemontese, Agraa e Contorbia in lombardo) è un comune italiano di 1 585 abitanti della provincia di Novara in Piemonte. 

## Geografia fisica

### Territorio
Il comune è diviso nelle due frazioni di Agrate e Conturbia. I centri sono situati sul territorio lievemente collinoso compreso tra Cressa e Borgo Ticino a sud del Lago Maggiore.

## Origini del nome
Il toponimo Agrate, anticamente Agredade Curtis o Agredade, risale al nome di persona romano Acrius, seguito dal suffisso -atum; secondo altri storici ad agr-et-atum, "luogo dei campi" .

## Storia
Agrate viene indicata dagli storici come un'antica stazione romana, tesi dimostrata dal ritrovamento di cippi, reperti e iscrizioni.
Le prime descrizioni fanno menzione che vi si stanziasse la V legione romana, comandata da Pallante, amico di Caligola e probabile fondatore di Pallanza.
Alcuni autori riconoscono invece Conturbia come un antichissimo insediamento su palafitte, meno antiche di quelle di Mercurago, nei pressi di Arona, distanti pochi chilometri.
A dimostrazione di un passato antico si trova documentato di un Vir magnificus ("personaggio Illustre"), un certo Rutterpert da Agredate disponesse di proprietà terriere in limite comitato Plombense.
Alcune ricerche hanno dimostrato che nel X secolo i signori Da Conturbia erano boni homini e consiglieri del vescovo di Novara.
L'imperatore Ottone I divenuto proprietario della Curtis Regia di Agredade, ne fece dono ai canonici di San Giulio.
Agrate poi fece parte del feudo dei Conti di Castello, passando ai Gattico prima e nel 1412 a Lancellotto ed Ermes Visconti.
Successivamente Filippo Maria Visconti assegnò il feudo ai Borromeo che lo mantennero fino al XVIII secolo.
Agrate e Conturbia ebbero ognuna il proprio castello. Il Comune di Agrate assunse l'attuale denominazione dal 31 maggio 1863, a seguito della deliberazione comunale del 29 novembre 1862, resa effettiva con regio decreto 8 aprile 1863 n. 1234 .

### Simboli
Lo stemma e il gonfalone sono stati concessi con DPR del 22 agosto 1969.
Il gonfalone è un drappo troncato di verde e di giallo.

## Monumenti e luoghi d'interesse

### Architetture religiose

#### Parrocchiale di San Vittore
Documentata già nel 976 come Basilica sanctis Victoris constructa infra castro Agedade, la parrocchiale di San Vittore che sorge al centro di Agrate, viene considerato un edificio particolarmente interessante.
Nel 1600 viene descritta in pietra squadrata coperta in legname, subendo nei secoli successivi sostanziali ristrutturazioni.

#### Battistero

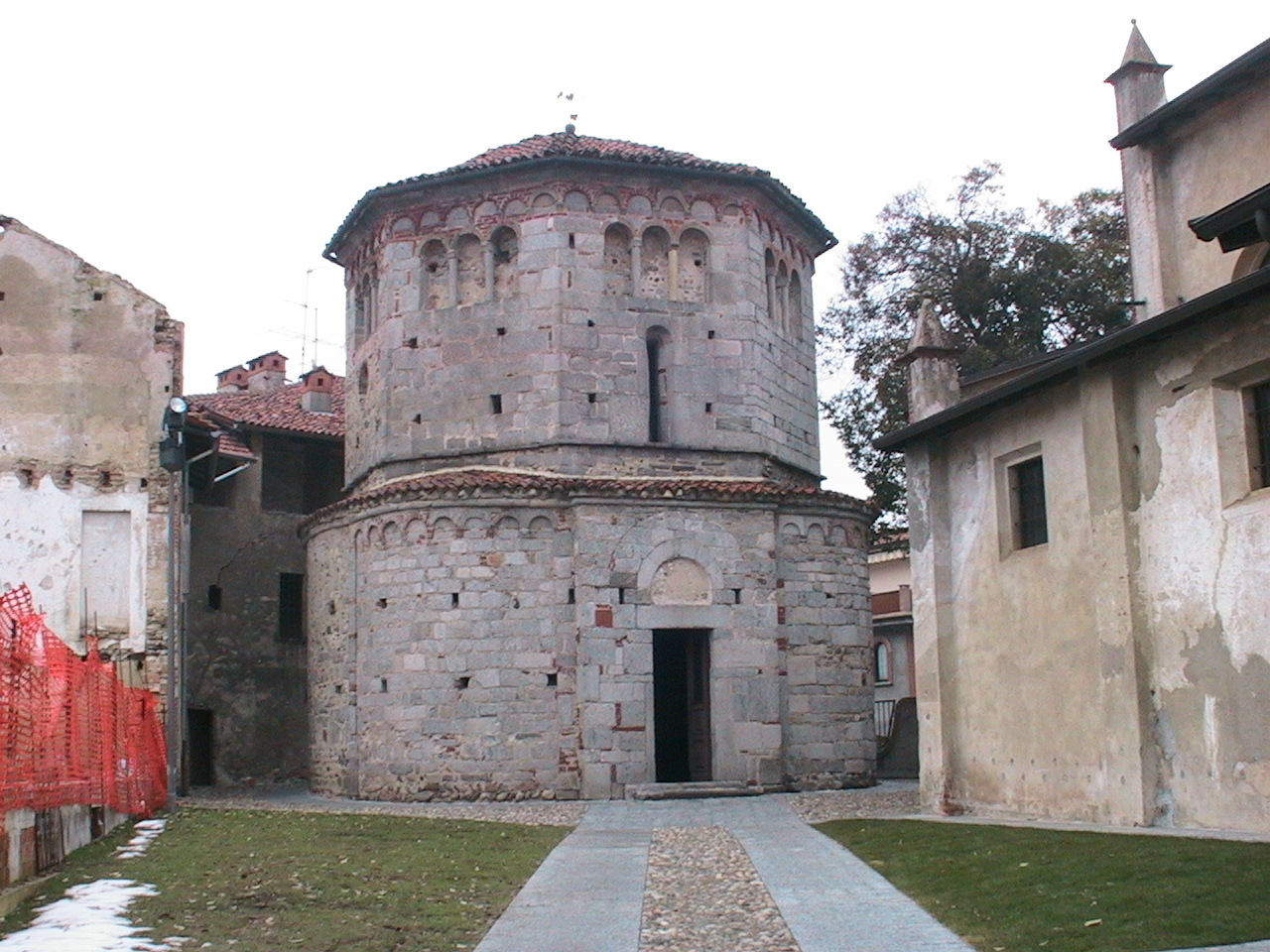
Il battistero romanico di Agrate

Il monumento più importante del paese è il Battistero, costruito in stile romanico nel XII secolo, che sorge nella frazione Agrate.
Gli storici sono soliti datare la parte inferiore del battistero attorno all'anno 930, e la sua parte superiore al 1120 circa.

La parte inferiore è realizzata sulle fondamenta di un preesistente edificio, riconoscibile fino a 30–50 cm in elevazione dal suolo, probabilmente un sacello o delubro (santuario) di epoca romana; essa si presenta a pianta circolare, edificata in pietra squadrata nella parte anteriore e in ciottoli di fiume in quella posteriore.
La parte superiore, a pianta ottagonale, è realizzata in pietre squadrate regolari, ornata in alto da una cornice ad archetti pensili, suddivisi a gruppi di tre per ogni lato, e da alte e strette finestrelle a doppia strombatura.
Nell'interno, sono presenti la vasca a scalini e un affresco quattrocentesco.

#### Chiesa di San Giorgio
A Conturbia ha sede la chiesa di San Giorgio.
Databile prima dell'anno 1000, consacrata a seconda degli storici fra il 1122 ed il 1148 dal vescovo Litifredo.
Ha subito profonde ristrutturazioni, mantenendo però intatta la facciata originale a capanna, in pietra squadrata, con finestra a forma di croce e portale con archivolto in pietra.
Il pronao risulta invece un'aggiunta del XVII secolo. Vi si possono ammirare affreschi molto antichi.

#### Chiesa di Santa Maria della Valle

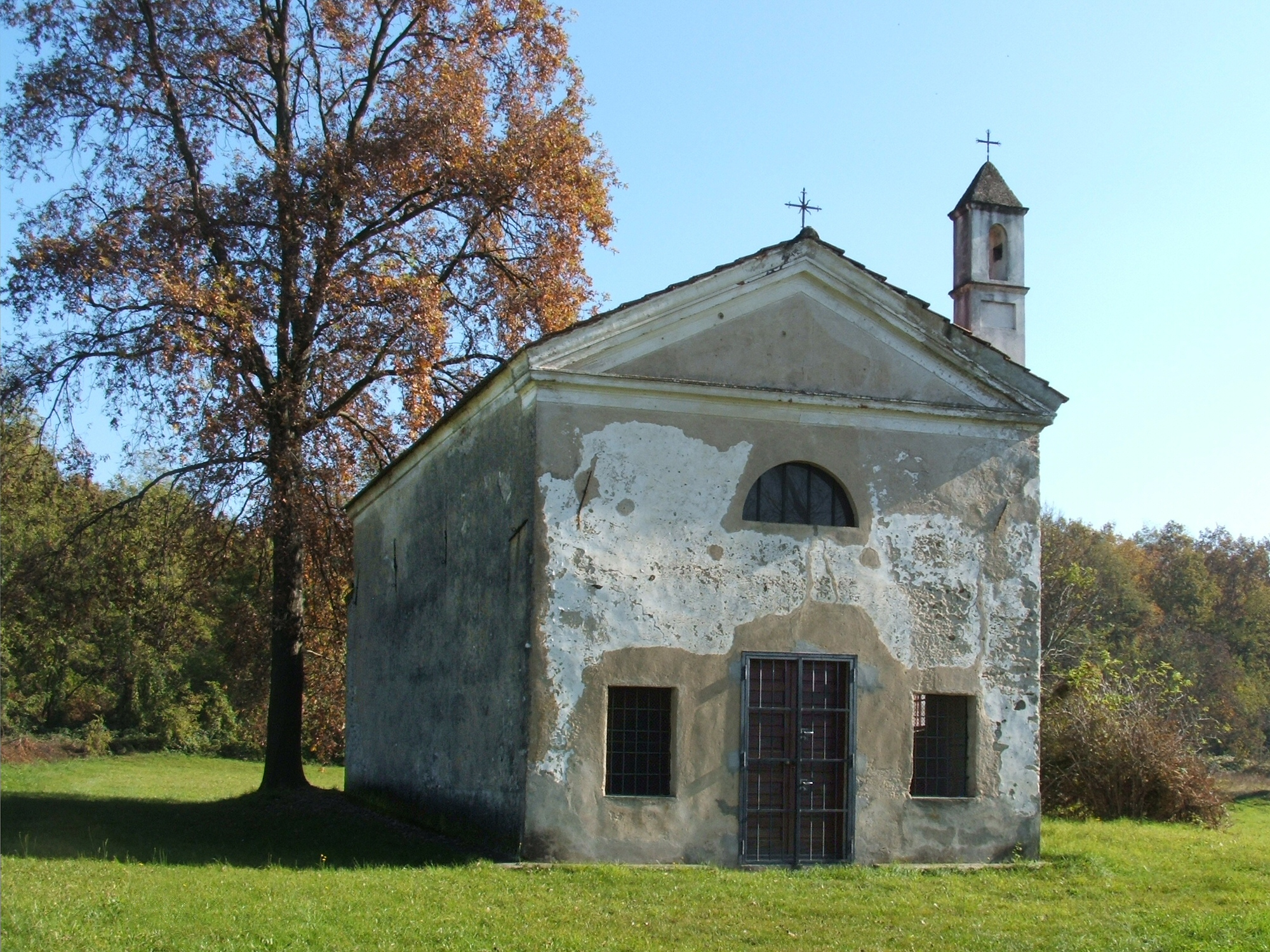
Santa Maria della Valle

Piccolo gioiello architettonico, probabilmente il più antico del paese è la chiesa di Santa Maria della Valle, costruita secondo alcuni storici intorno al 1100 su un antico tempio dedicato a Minerva.
La costruzione è in ciottoli disposti a spina di pesce e blocchi squadrati in pietra.
Ha subito nel tempo diverse ristrutturazioni, è dotato di aula unica semicircolare con una volta a botte e nell'attuale sottotetto è ancora visibile parte di un precedente affresco.
Conserva attualmente dei pregevoli affreschi del XVI secolo: Cristo nella mandorla, Simboli degli Evangelisti e una pletora di santi con cartiglio.

### Architetture militari

#### Castelli di Agrate e Conturbia
Del castello di Agrate sono rimaste poche parti originarie.
Rimane intatto lo stemma dei Conti di Castello, signori di Agrate nell'XI secolo.
A seguito di una parziale distruzione avvenuta nel 1400, ha subito diverse trasformazioni che non consentono di stabilirne la forma originaria.

Una parte del castello è stata trasformata in area verde pubblica cinta da mura, con annessi giochi per bambini.
Il castello di Conturbia invece fa pensare in origine a un edificio a struttura quadrangolare e successivamente fortificato, a seguito della sua posizione strategica.
Anche in questo caso, dopo successive trasformazioni in villa gentilizia, non è possibile dare una chiara identificazione della struttura originaria.

### Aree naturali
Nel territorio del comune si trova il parco faunistico "La Torbiera", composto da un'area aperta al pubblico e da una zona protetta per la salvaguardia della fauna selvatica. Il parco copre un'area di 40 ettari di torbiera.

## Società

### Evoluzione demografica
Abitanti censiti

## Economia
Il comune al giorno d'oggi non è più un paese a prevalente attività agricola.
Pur essendo un territorio poco distante da Milano, (circa 50 km), dispone di un ottimo patrimonio boschivo.

## Amministrazione
Di seguito è presentata una tabella relativa alle amministrazioni che si sono succedute in questo comune.
| Periodo        | Periodo        | Primo cittadino    | Partito                   | Carica  | Note  |
| -------------- | -------------- | ------------------ | ------------------------- | ------- | ----- |
| 14 luglio 1985 | 25 maggio 1990 | Rosa Barberis      | -                         | Sindaco | [ 7 ] |
| 25 maggio 1990 | 24 aprile 1995 | Rosa Barberis      | Democrazia Cristiana      | Sindaco | [ 7 ] |
| 24 aprile 1995 | 14 giugno 1999 | Rosa Barberis      | -                         | Sindaco | [ 7 ] |
| 14 giugno 1999 | 14 giugno 2004 | Rosa Barberis      | -                         | Sindaco | [ 7 ] |
| 14 giugno 2004 | 8 giugno 2009  | Remo Romolo Julita | lista civica              | Sindaco | [ 7 ] |
| 8 giugno 2009  | 25 maggio 2014 | Angelo Gatti       | lista civica              | Sindaco | [ 7 ] |
| 25 maggio 2014 | 26 maggio 2019 | Simone Tosi        | lista civica Il campanile | Sindaco | [ 7 ] |
| 26 maggio 2019 | 9 giugno 2024  | Simone Tosi        | lista civica Il campanile | Sindaco | [ 7 ] |
| 9 giugno 2024  | in carica      | Simone Tosi        | lista civica Il campanile | Sindaco | [ 7 ] |

## Sport

### Calcio
Agrate Conturbia è il paese da cui proviene la famiglia del campione di calcio Michel Platini, ex presidente dell'UEFA.

### Golf
Il Golf Club di Agrate Conturbia ha ospitato le edizioni dell'Open d'Italia maschile di golf nel 1991 e nel 1998.